# Чемпионат Европы по спидвею среди юниорских пар
Чемпионат Европы по спидвею среди юниорских пар - ежегодный турнир, проводимый европейским отделением Международной мотоциклетной Федерации (FIM Europe), начиная с 2018 года. 

## Правила турнира
Минимальный возраст для участия в турнире - 16 лет, максимальный - 19 лет. 

### Составы команд
Участие в каждом этапе соревнований принимают 6 или 7 команд. В состав каждой из команд входят 2 основных участника и 1 запасной. Запасной гонщик может заменять любого основного в любом заезде не более 5 раз (при сетке на 6 команд) или 6 раз (при сетке на 7 команд) по решению тренера.

## Победители
| Год  | Место финала | Победитель                                                 | Второе место                                               | Третье место                                                    |
| 2018 | Жарновица    | Польша Якоб Мисковяк, Виктор Трофимов, Шимон Шлаудербах    | Дания Йонас Сейферт-Салк, Мадс Хансен                      | Латвия Олег Михайлов, Артём Трофимов                            |
| 2019 | Пльзень      | Дания Йонас Сейферт-Салк, Мадс Хансен, Кристиан Тайсен     | Латвия Эрнест Матюшонок, Артём Трофимов                    | Швеция Александр Воентин, Филип Хельстрём-Бангс, Антон Карлссон |
| 2020 | Гюстров      | Чехия Ян Квех, Пётр Хлупац, Даниэль Клима                  | Латвия Эрнест Матюшонок, Ричард Ансвесулис, Францис Густс  | Польша Якуб Мисковяк, Матеуш Черняк, Матеуш Свидницкий          |
| 2021 | Гданьск      | Латвия Эрнест Матюшонок, Ричард Ансвесулис, Францис Густс  | Польша Бартоломей Ковальский, Матеуш Черняк, Михал Цужитек | Великобритания Дрю Кемп, Эндерс Роуи, Дэниэл Глайкс             |
| 2022 | Рига         | Польша Оскар Палух, Виктор Пшиемский, Францишек Карчевский | Латвия Францис Густс, Никита Каулиньш, Марис Стрельцов     | Швеция Густав Гран, Каспер Хенрикссон, Филип Хельстрём-Бангс    |
| Год  | Место финала | Победитель                                                 | Второе место                                               | Третье место                                                    |

## Медальный зачёт
| Позиция | Страна         | Gold | Silver | Bronze | Всего |
| ------- | -------------- | ---- | ------ | ------ | ----- |
| 1.      | Польша         | 2    | 1      | 1      | 4     |
| 2.      | Латвия         | 1    | 3      | 1      | 5     |
| 3.      | Дания          | 1    | 1      |        | 2     |
| 4.      | Чехия          | 1    |        |        | 1     |
| 5.      | Швеция         |      |        | 2      | 2     |
| 6.      | Великобритания |      |        | 1      | 1     |